# 縞瑪瑙棋

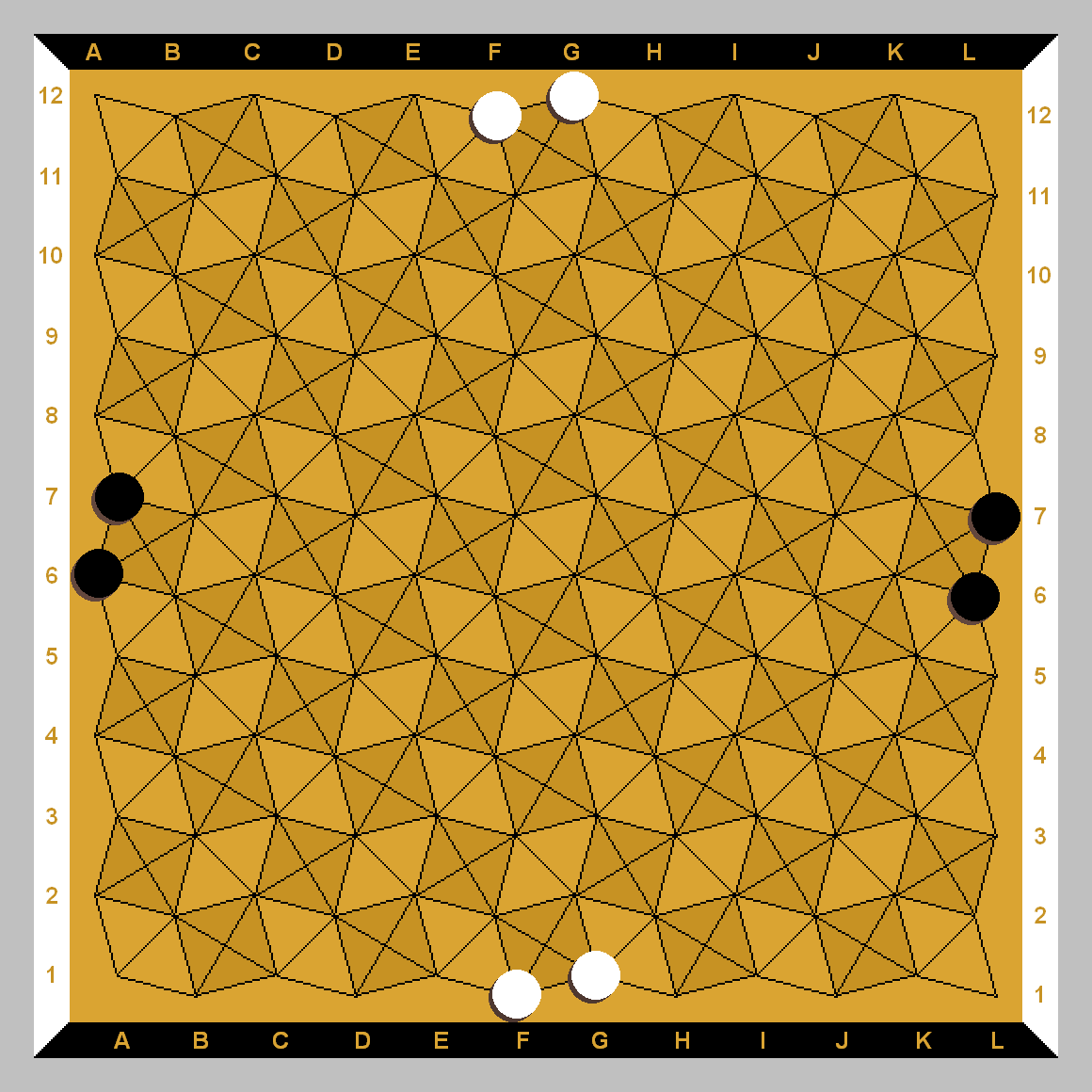
縞瑪瑙棋

縞瑪瑙棋（Onyx），是Larry Back於1995年推出的抽象策略类圖版遊戲，属于貫棋類遊戲。

## 棋具
棋盤為三角形與正方形組成，以交點作棋位。棋盤上下側為黑方邊界；左右側為白方邊界。雙方棋子以黑白兩色區分，數量需符合棋盤規模。

## 規則
每方回合須放一个己棋在空棋位。僅能在正方形的四角皆有棋子後，方能放於該正方形中心點。放棋後，若主動造成一正方形內有兩枚敵棋在對角處、兩枚己棋在另一對角處，並且該方形中心點為空位，則移除此兩枚敵棋。若同時造成其他正方形有上述條件，則也移除該正方形的兩枚敵棋。先以己棋連接己方兩邊界者取胜。

## 外部連結
- 遊戲介紹 （页面存档备份，存于）